# Jon Courtenay Grimwood
Jon Courtenay Grimwood (Valletta, 1953 –) angol sci-fi-szerző.

## Élete
Máltán született Vallettában, mert apja ott volt katona. Gyerekkorát Nagy-Britanniában, Délkelet-Ázsiában és Norvégiában töltötte. Az 1980-as évek elején szerkesztőként dolgozott a Blanford Pressnél és Dorsetbe költözött. 1985-ben megjelent a Mrs. T’s Bedside Book című szatírája. 1986-ban két könyve jelent meg: a Photohistory of the 20th Century és a The Royal Bedside Book. Jelenleg az író Winchesterben lakik a családjával. A Guardian magazinnak dolgozik, mint kritikus és több más magazinba, újságba is ír. tévésorozatok forgatókönyvén dolgozik és néha még weblapkészítést is vállal.

## Munkássága
Első science fiction regényét 1997-ben írta, a neoAddix-et. A legtöbb könyve az alternatív történelem témakörében íródott.
- 1997 neoAddix
- 1998 Lucifer sárkánya (Lucifer's dragon), ISBN 963-9475-94-7
- 1999 reMix
- 2000 redRobe
- 2001 Pashazade: az Arabeszk-trilógia első része
- 2002 Effendi: az Arabeszk-trilógia második része
- 2003 Felaheen: az Arabeszk-trilógia harmadik része
- 2004 Stamping Butterflies
- 2005 9tail Fox
- 2006 End of the World Blues
- 2011 A pusztító angyal: az Assassini-trilógia első része (The Fallen Blade), ISBN 978-963-9971-74-5
- 2012 A száműzött angyal: az Assassini-trilógia második része (The Outcast Blade), ISBN 978-963-9971-90-5
- 2013 Az elátkozott angyal: az Assassini-trilógia harmadik része (The Exiled Blade), ISBN 978-615-5235-70-2
- 2016 Moszkva

## Magyarul
- Lucifer sárkánya; ford. Kodaj Dániel; Ulpius-ház, Bp., 2004
- Pusztító angyal. Az Assassini-trilógia első része; ford. Szécsi Noémi; Jaffa, Bp., 2011
- Száműzött angyal. Az Assassini-trilógia második része; ford. Farkas Veronika; Jaffa, Bp., 2012
- Elátkozott angyal. Az Assassini-trilógia harmadik része; ford. Farkas Veronika; Jaffa, Bp., 2013